# Allitterazione
L'allitterazione (dal latino umanistico allitteratio, -onis, derivazione di littĕra, "lettera") è una figura di parola, ricorrente soprattutto in poesia, che consiste nella ripetizione, spontanea o ricercata (per finalità stilistiche o come aiuto mnemonico), di un suono o di una serie di suoni, acusticamente uguali o simili, all'inizio (più raramente all'interno) di due o più vocaboli successivi, producendo omofonia (al pari della rima); è un fenomeno che non interessa soltanto l'arte retorica, ma appartiene anche alla lingua comune. L'allitterazione ha dato origine a varie locuzioni di uso corrente ("bello e buono", "tosto o tardi", "senza capo né coda").
Come artificio retorico, è frequente presso gli autori latini (famoso è rimasto l'esametro degli Annali di Ennio: O Tite tute Tati tibi tanta tyranne tulisti, "O Tito Tazio, tiranno, tu stesso ti attirasti atrocità tanto tremende!"); nell'antica poesia germanica è elemento fondamentale del verso.
Al pari di altre figure, l'allitterazione è usata in ambito pubblicitario.

## Effetto
Grazie alle allitterazioni possono essere evocate diverse sensazioni condizionate dalle lettere che realizzano l'allitterazione stessa, in base a quello che si chiama fonosimbolismo (e che è in certo modo avvicinabile all'onomatopea). Alcune linee di tendenza possono essere:
- le consonanti dal suono secco (g, c, r) evocano una sensazione di durezza;
- le consonanti dal suono dolce (v e l) evocano una sensazione di morbidezza, piacere;
- la vocale a evoca un senso di ampiezza;
- la vocale e evoca un clima rasserenante;
- la vocale i evoca un senso di chiarezza;
- la vocale u evoca un senso di gravezza;
- la consonante s evoca un senso di asprezza.

## Alcuni esempi famosi

### Quinto Ennio
- Negli Annales viene fatto ampio uso della lettera "t" in allitterazione.

Fa allitterazione delle lettere "s" e "t" in:
(Quinto Ennio, Annales)
Fa allitterazione della lettera "r", ma anche della "t" in: 
(Quinto Ennio, Annales)
Fa allitterazione estrema della lettera "t" combinata con un'onomatopea in:
(Quinto Ennio, Annales)
Fa allitterazione della lettera "t" in:
(Quinto Ennio, Annales)

### Catullo
- In Carmina V. Vivamus:

(Catullo, Carmina)
(Catullo, Carmina, C. XXV Cinaee Thalle)
(Catullo, Carmina)

### Virgilio
- Fa allitterazione nell'Eneide la sillaba "re" in "renovare", "regina" e "dolorem", tre parole presenti in un verso del secondo libro.

(Publio Virgilio Marone, Eneide, libro II)
Sempre nell'Eneide, più precisamente nel nono libro, si ha un esempio notevole, con due diverse allitterazioni in uno stesso verso; la prima è basata sulla lettera iniziale "n" di due negazioni che messe insieme finiscono per dare un valore affermativo, mentre l'altra consta addirittura di tre lettere - "l-a-m" - in nomi di due guerrieri rutuli, Lamiro e Lamo, accomunati nell'identica macabra sorte, vittime entrambi di Niso, che li decapita con la spada mentre dormono. 
(Publio Virgilio Marone, Eneide, libro IX)

### Dante Alighieri
- Nel sonetto "Tanto gentile e tanto onesta pare" (contenuto nella Vita Nuova) vengono proposte diverse allitterazioni dall'autore, cosicché, all'accoppiarsi di suoni nasali (n, gn e m) con quelli dentali (t e d), la lettura venga addolcita:

la donna mia quand 'ella altrui saluta,

ch'ogne lingua deven tremando muta,

e li occhi no l'ardiscon di guardare.

Ella si va, sentendosi laudare,

benignamente d'umilta' vestuta;

e par che sia una cosa venuta

da cielo in terra a miracol mostrare.

Mostrasi sì' piacente a chi la mira,

che da' per li occhi una dolcezza al core,

che 'ntender non la può chi no la prova;

e par che de la sua labbia si mova

uno spirito soave pien d'amore,

che va dicendo a l'anima: Sospira.»
(Dante Alighieri, Vita Nuova, Tanto gentile e tanto onesta pare)
- Ecco invece tre esempi di allitterazione nella Divina Commedia:

(Dante Alighieri, Divina Commedia, Paradiso, Canto I)
(Dante Alighieri, Divina Commedia, Paradiso, Canto XVIII)
(Dante Alighieri, Divina Commedia, Inferno, Canto V)

### Francesco Petrarca
- Allitterazione della lettera "m" nel Canzoniere:

(Francesco Petrarca, Voi ch'ascoltate in rime sparse il suono, Canzoniere)

### Luigi Pulci
- Nel Morgante, XXIII, 47, l'allitterazione dà luogo a un'intera ottava di bisticci:

Vinta dal vento, e la natta e la notte
Stilla le stelle, ch'a tetto era tutta;
Del pane appena ne détte ta' dotte;
Pere avea pure e qualche fratta frutta,
E svina, e svena di botto una botte;
Poscia per pesci lasche prese all'esca;
Ma il letto allotta alla frasca fu fresca»
(Luigi Pulci, Morgante, XXIII, 47)

### Torquato Tasso
- Nella Gerusalemme Liberata:

(Torquato Tasso, Gerusalemme Liberata, VII, 16)

### Ugo Foscolo
- Un esempio di allitterazione delle lettere "r" e "g" è presente nei Sonetti:

### Gabriele D'Annunzio
- Questi versi dannunziani presentano allitterazioni di "f", "s", dei gruppi "fr" e "sc" e la ripetizione-iterazione della "e".

ti sien come il fruscìo che fan le foglie

del gelso ne la man di chi le coglie

silenzioso...»
(Gabriele D'Annunzio, La sera fiesolana)

### Nella letteratura inglese
Love's Labour's Lost
(William Shakespeare)
I sing of brooks, of blossoms, birds, and bowers
(Robert Herrick, The Argument of his Book)
The fair breeze blew, the white foam flew,
The furrow followed free;
We were the first that ever burst
Into that silent sea.
(Samuel Taylor Coleridge, The Rime of the Ancient Mariner)
La buona brezza soffiava, la bianca spuma
scorreva, il solco era libero; eravamo i primi
che comparissero in quel mare silenzioso. 
(Traduzione dall'inglese di Enrico Nencioni)
All the breath and the bloom of the year in the bag of one bee:
All the wonder and wealth of the mine in the heart of one gem:
In the core of one pearl all the shade and the shine of the sea:
(Robert Browning, Summum bonum)
Thou mastering me
God! giver of breath and bread;
World’s strand, sway of the sea;
Lord of living and dead;
(Gerard Manley Hopkins, The Wreck of "Deutschland")
Before the Roman came to Rye or out to Severn strode,
The rolling English drunkard made the rolling English road.
A reeling road, a rolling road, that rambles round the shire,
And after him the parson ran, the sexton and the squire;
A merry road, a mazy road, and such as we did tread
The night we went to Birmingham by way of Beachy Head.
(Gilbert Keith Chesterton, The Rolling English Road)

Then Théoden was aware of him and would not wait for his onset, but crying to Snowmane he charged headlong to greet him. Great was the clash of their meeting. But the white fury of the Northmen burned the hotter, and more skilled was their knighthood with long spears and bitter. Fewer were they but they clove through the Southrons like a fire-bolt in a forest. Right through the press drove Théoden Thengel’s son, and his spear was shivered as he threw down their chieftain. Out swept his sword, and he spurred to the standard, hewed staff and bearer; and the black serpent foundered. Then all that was left unslain of their cavalry turned and fled far away.
(J. R. R. Tolkien, The Lord of the Rings)